# Evangelio de Bernabé
El Evangelio de Bernabé es un evangelio apócrifo que sostiene haber sido escrito por Bernabé apóstol al que se hace referencia en algunos textos de la iglesia primitiva, del cual durante siglos sólo se conservó el nombre. Sólo se conoce la existencia de dos manuscritos, ambos fechados a finales del siglo XVI o principios del XVII, uno escrito en italiano y el otro en español. El manuscrito español se ha perdido, y su texto sobrevive solo en una transcripción parcial del siglo XVIII.
El libro tiene aproximadamente la misma longitud que los cuatro evangelios canónicos, y en pasajes claves se alinea a la interpretación islámica de los orígenes cristianos, buscando corregir las enseñanzas neotestamentarias del cristianismo.
El texto de este Evangelio es considerado por la mayoría de los académicos, incluyendo cristianos y algunos musulmanes (p. ej. Abbās al-Aqqād) como tardío y pseudepigráfico. Algunos estudiosos sugieren que tal vez pueda contener restos de obras apócrifas más tempranas (quizás gnósticas, ebionitas o diatesarónicas), editadas para alinearlas con la doctrina islámica. Muchos musulmanes lo citan en apoyo a la visión islámica de Jesus.
No debe confundirse este texto con otro también denominado Evangelio de Bartolomé.

## Historia textual

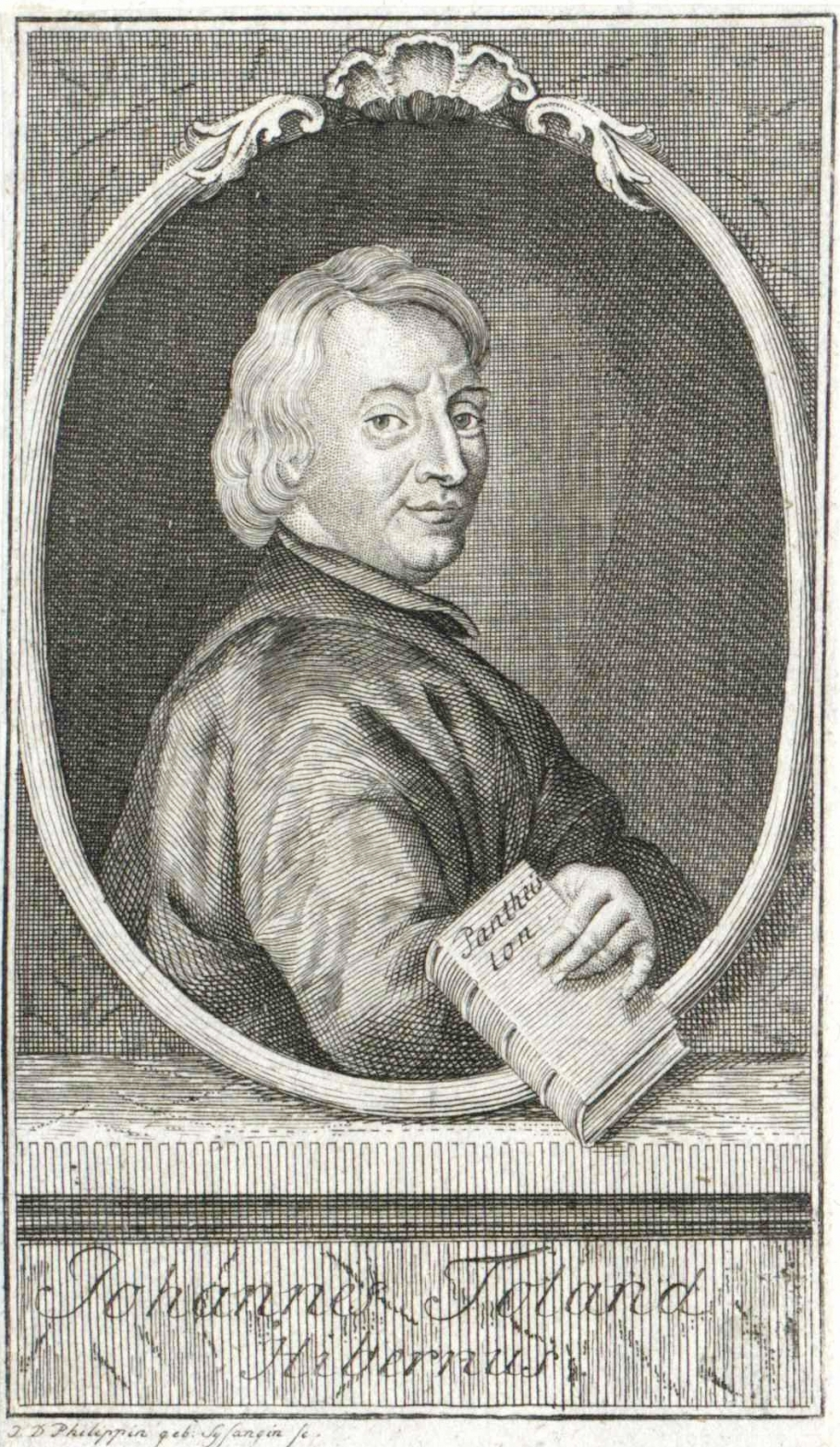
El filósofo racionalista John Toland realizó una detallada descripción del manuscrito italiano del Evangelio de Bernabé antes de 1709.

La referencia más temprana a un «Evangelio de Bernabé» que condice con uno de los dos textos conservados, es en un manuscrito Morisco BNM MS 9653 de Madrid, escrito alrededor de 1634 por Ibrahim al-Taybili de Túnez. Describiendo la forma en que la Biblia predice a Mahoma, contiene la frase: «y así mismo en Evangelio de San Bernabé, donde se hallará la luz».
La primera mención impresa del Evangelio fue en 1717, cuando aparece una breve referencia al manuscrito español del mismo en De religione Mohamedica de Adriaan Reland; y luego en 1718, una descripción mucho más detallada del manuscrito italiano por el filósofo deísta irlandés John Toland. En 1734 George Sale hace referencia a ambos manuscritos en The Preliminary Discourse to the Koran («Discurso Preliminario del Corán»):

Los Mahometanos tienen también un Evangelio en árabe, atribuido a San Bernabé, en donde la historia de Jesucristo es relatada de modo muy distinto al que hallamos en los Evangelios auténticos, y correspondiente a esas tradiciones que Mahoma siguió en su Corán. De este Evangelio los Moriscos de África tienen una traducción al español; y hay en la Biblioteca del Príncipe Eugenio de Saboya un manuscrito de cierta antigüedad, conteniendo una traducción italiana del mismo Evangelio, compuesto, es de suponer, para el uso de renegados. Este libro al parecer no es ninguna fabricación de los Mahometanos, aunque sin duda lo han interpolado y alterado, para mejor servir a sus fines; y en particular, en vez del Paraclete o Consolador, ellos han, en este evangelio apócrifo, insertado en su lugar la palabra Periclyte, a saber, el famoso o el ilustre, con la cual pretenden decir que su profeta fue predicho por nombre, siendo esa la significancia de Mahoma en árabe; y esto dicen ellos para justificar el pasaje en el Corán que afirma solemnemente que Jesucristo profetizó su venida bajo su otro nombre Ahmed, que es derivado de la misma raíz que Mahoma y del mismo importe.

La traducción de Sale del Corán se convirtió en la versión estándar en inglés en la época; y gracias a esta difusión, y la del «Discurso Preliminar», el Evangelio de Bernabé se hizo ampliamente conocido en los círculos académicos; generando muchos intentos infructuosos por hallar el original árabe mencionado por Sale. Sin embargo, para su descripción del Evangelio en el «Discurso Preliminar», Sale se había apoyado enteramente en noticias de segunda mano. Por ejemplo, contrariando la afirmación de Sale, las palabras griegas paraclete o periclyte no se hallan explícitamente mencionadas en los textos de las versiones española o italiana; aunque el término periclyte se translitera al árabe en una de los apuntes al margen del manuscrito italiano en el capítulo 44, como glosa de las palabras italianas 'uno splendore', aplicadas efectivamente allí por nombre a Mahoma. Posteriormente a la redacción del «Discurso Preliminar», Sale pudo hacerse personalmente del manuscrito español y lo hizo transcribir.

## Ocurrencias tempranas de un Evangelio de Bernabé
Un «Evangelio según Bernabé» es mencionado en dos listas cristianas tempranas de obras apócrifas (apocrypha): el texto latino de Decretum Gelasianum (siglo VI), así como en griego la Lista de los Sesenta Libros. Estas listas son testimonios independientes. En 1698 John Ernest Grabe descubrió un supuesto dicho previamente desconocido de Jesús, atribuido al apóstol Bernabé, entre los fragmentos de manuscritos griegos de la Colección Barocciana en la Biblioteca Bodleiana de Oxford, que especuló podría tratarse de una cita de este «evangelio perdido». John Toland traduce la cita como: El apóstol Bernabé dice, se lleva la peor parte quien vence en contiendas de maldad; porque llega así a tener más pecado; y aduce haber identificado la frase correspondiente al examinar el manuscrito italiano sobreviviente del Evangelio de Bernabé en Ámsterdam antes de 1709. Subsiguientes académicos que examinaron el texto italiano y el español no han logrado, sin embargo, confirmar la observación de Tolann.
Esta obra no ha de ser confundida con la Epístola de Bernabé, aún existente, que pudo haber sido escrita en el siglo II en Alejandría. No hay relación de estilo, contenido, o historia entre ambos libros, fuera de su común atribución a Bernabé. Sobre el tema de la circuncisión por ejemplo ambos libros sostienen posturas muy divergentes, aquella del rechazo de la práctica judía en la epístola oponiéndose marcadamente a la promoción de la misma en el Evangelio. Ni debe ser confundido también esta obra con los Hechos de Bernabé, también existentes, que narran los viajes, el martirio y el entierro de Bernabé, y que se cree generalmente fueron escritos en Chipre luego del 431
En el año 479 durante el mandato del emperador Zenón (del Imperio Romano de Oriente) el arzobispo Antemio de Chipre anunció que la tumba oculta de Bernabé le había sido revelada en un sueño. Se sostuvo entonces que el cuerpo del santo había sido descubierto en una cueva con una copia del evangelio canónico de Mateo sobre su pecho, según el recuento contemporáneo de Teodoro el Lector, que narra que Antemio obsequió al emperador tanto los huesos como el Evangelio. Ciertos académicos que sostienen la antigüedad del Evangelio de Bernabé proponen que el texto supuestamente descubierto en 478 debería ser identificado primariamente con aquel; pero esta suposición no condice con un reporte de Severo de Antioquía sobre el libro hallado por Antemio, quien informó haber examinado el manuscrito hacia el año 500, intentando averiguar si apoyaba el relato de Jesús atravesado por la lanza de Mateo 27:49 (no lo hacía). Según el historiador bizantino del siglo XI Jorge Cedreno, un manuscrito uncial del Evangelio de Mateo que se creía ser el descubierto por Antemio, se preservaba aún en la Capilla de San Esteban del palacio imperial en Constantinopla.

## Manuscritos

### Manuscrito italiano

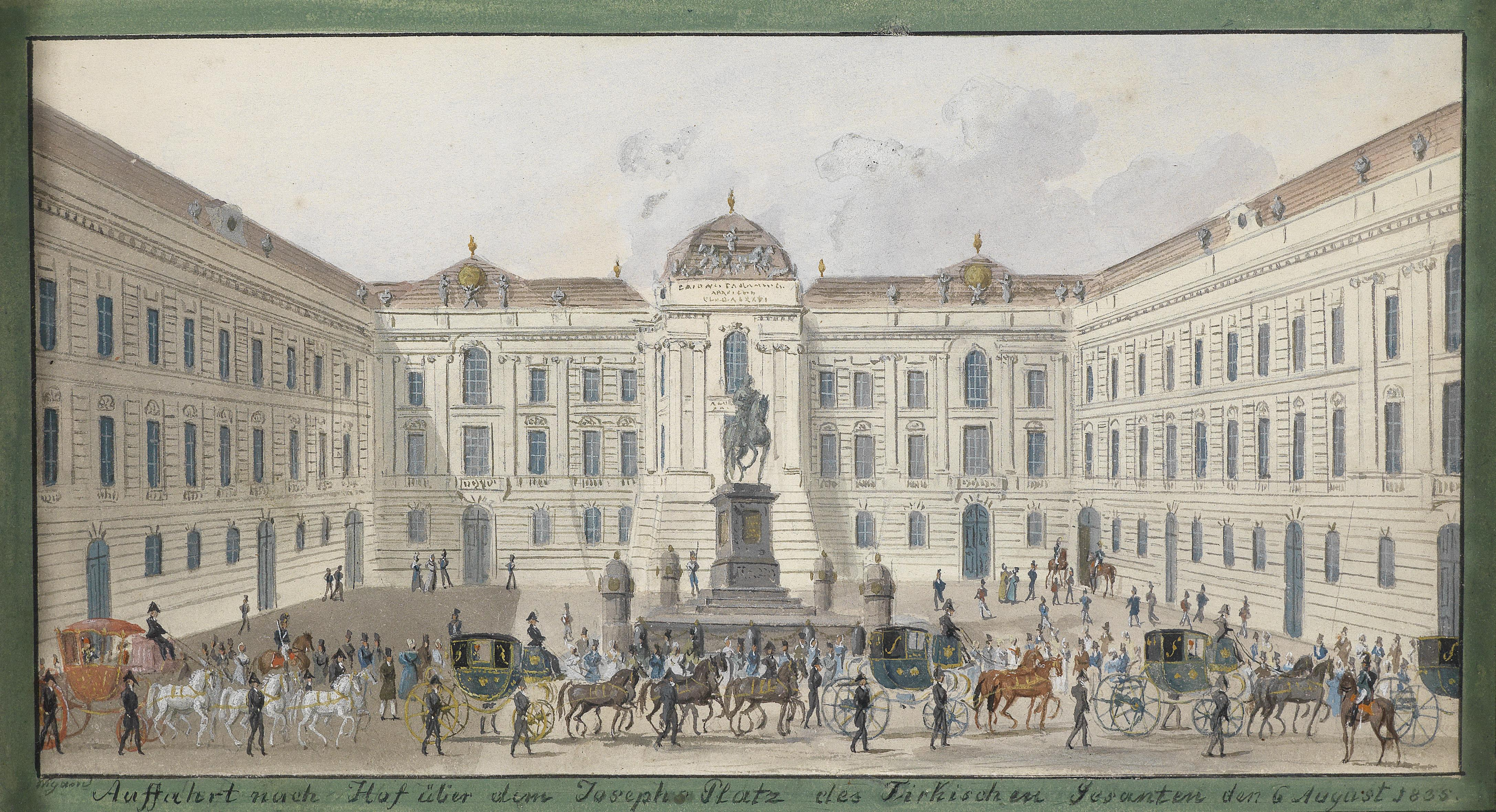
Vista de la Biblioteca Imperial austriaca, donde se guardaba el manuscrito italiano.

El manuscrito italiano en posesión del Príncipe Eugenio había sido un presente de John Frederick Cramer (1664-1715) quien se lo obsequió en 1713, para ser luego transferido a la Biblioteca Nacional de Austria en Viena en 1738 junto con el resto de la biblioteca del Príncipe. Previamente, en algún momento anterior a 1709, Cramer había prestado el manuscrito a Toland, quien escribe que: "[el Sr. Cramer] lo obtuvo de una biblioteca de una persona de gran renombre y autoridad en dicha ciudad; a quien en vida se había oído frecuentemente ensalzar sobremanera la pieza. Si era como rareza, o como modelo de su religión, lo ignoro. Michael Fremaux informa haber fracasado en rastrear e identificar dicho propietario previo del manuscrito, o de hallar al texto listado en algún catálogo o inventorio de Ámsterdam. La referencia de Toland no obstante parecería implicar que el anónimo exdueño fallecido habría sido en lo religioso un anti-Trinitario o Unitario prominente; y Fremaux conjetura que el manuscrito pudo haber sido traído a Ámsterdam por Christopher Sandius(1644-1680) sea por su propia actividad como coleccionista en Polonia; o más probablemente por su adquisición de los papeles de Giovanni Michele Bruto (1517-1592) quien había recopilado una extensa colección de fuentes manuscritas en Hungría y Transilvania. Cramer había publicado una edición de los escritos teológicos de Bruto en 1698, y Fremaux especula que Cramer pudo haberse topado con el Evangelio de Bernabé en el transcurso de sus investigaciones en la biblioteca de Sandius en Ámsterdam. Alternativamente, Slomp ha propuesto que Gregorio Leti (1630-1701) cuya biblioteca de Ámsterdam había sido subastada a su muerte, pudo haber sido el anónimo ex-propietario del manuscrito italiano. Leti sin embargo, aunque hostil al Papado (y a Sixto V en particular) era en lo religioso un calvinista ortodoxo.
El manuscrito italiano tiene 506 páginas, de las cuales el Evangelio de Bernabé ocupa las páginas 43 a 500, escritas con marcos rojos en un estilo islámico. Las páginas precedentes de la 5 a la 42 también tienen marcos rojos; pero están en blanco (fuera de la dedicatoria de Cramer al Príncipe Eugenio), y se infiere que se planeaba escribir algún tipo de prefacio o texto preliminar, aunque el espacio es mucho mayor que el que hubiera sido necesario para el texto del Prefacio correspondiente en el manuscrito en español. Hay rúbricas y notas al margen en árabe gramaticalmente incorrecto, uso ocasional de palabras turcas y muchos rasgos sintácticos del turco. La encuadernación es turca, y aparenta ser la original, pero el papel tiene una filigrana italiana, que ha sido fechada entre 1563 y 1620 El mismo escriba redactó tanto el texto italiano como las notas al margen en árabe, y era claramente «occidental» al estar acostumbrado a escribir de izquierda a derecha.

## Texto español
Durante mucho tiempo se ha conocido sólo una versión en italiano del texto, mientras que el manuscrito español se había perdido. Pero en 1976 se descubrió en la Universidad de Sídney (Australia) una copia parcial del texto en español, realizada en el siglo XVIII. En dicha versión hay un prefacio según el cual la edición la habría hecho un monje (Fray Marino) que, aprovechando que el papa Sixto V se había dormido acudió a su biblioteca y habría encontrado el texto, hurtándolo para leerlo. Según esa historia, el monje, al leerlo, habría decidido convertirse al Islam y difundir el texto.

## Contenido
Numerosos estudiosos coinciden en que la finalidad del texto pareciera ser adaptar la versión del cristianismo a la visión islámica de Jesús.En esa versión - también en consonancia con la doctrina musulmana - Jesús no es crucificado, sino que lo es en su lugar Judas, razón por la cual no hay resurrección. Jesús se aparece a su madre y sus discípulos para corregirlos de esos errores. Numerosos pasajes similares resaltan enseñanzas que coinciden con la interpretación islámica de la figura de Jesús.

## Anacronismos
El Evangelio de Bernabé contiene varios anacronismos, referencias inexactas al contexto histórico y geográfico de la Palestina del siglo I, e intrusión de elementos de la Edad Media europea que parecen señalar a su redacción en dicho período:
- Según el texto, Jesús navega por el Mar de Galilea desembarcando en Nazaret —que en realidad se halla a 23 km tierra adentro desde el Mar de Galilea—, para luego «subir» a Capernaúm —que en realidad se halla sobre la costa de dicho mar (capítulos 20-21)—.
- Se afirma que Jesús nace durante el mandato de Poncio Pilato, que recién comenzó en el año 26 d. C..
- Se referencia un «Año del Jubileo» en Israel celebrado cada cien años (capítulo 82), en vez de cada cincuenta años, como se describe en Levítico 25. Este error parecería ligar el Evangelio de Bernabé a la proclamación en 1300 del Año Santo por parte del Papa Bonifacio VIII, jubileo que luego decretó habría de repetirse cada cien años (el Papa Clemente VI en 1343 redujo ese intervalo entre años del jubileo a cincuenta años).
- El Evangelio menciona vino almacenado en toneles de madera (capítulo 152). Si bien en el siglo V a. C. Heródoto menciona toneles de madera de palmera usados para exportar vino a Mesopotamia,[30] los toneles de madera de roble eran característicos de la Galia y la Italia del norte y estos no se volvieron universales en el imperio romano hasta c. 200 d. C;[31] mientras que en la Palestina del siglo I como en el resto del Oriente el vino se almacenaba en odres de cuero y vasijas (amphorae)[31] tal como registran los Evangelios canónicos. El pedunculate o roble inglés (quercus robur) no crece en Palestina; y la madera de otras especias no brinda estanqueidad suficiente para ser usada en toneles.
- En el capítulo 119, Jesús menciona al oro y el azúcar como sustancias de igual rareza y valor. Si bien conocido desde la antigüedad en la India, el azúcar no circulaba en la Israel del siglo I. A su vez la equiparación del valor del azúcar con el oro surgió en Europa en la Edad Media siglos después de la muerte de Bernabé el apóstol, cuando el azúcar había comenzado a circular gracias al contacto incrementado con Oriente por medio de las Cruzadas, y la presencia árabe en territorio europeo.
- En el capítulo 91, se hace referencia a los «cuarenta días» como un ayuno anual de Israel. Dicho ayuno de cuarenta días no es mencionado en la Biblia ni existía en Israel (ver Mishnah, volumen Ta'anit, «Días de ayuno»).[32] Se corresponde en cambio con la tradición cristiana del ayuno de cuarenta días antes de Pascua (Cuaresma), práctica de la cual no existen testimonios previos al Concilio de Nicea (325) varios siglos después de muerto Bernabé.
- El autor del Evangelio de Bernabé no parece percatarse que 'Cristo' y 'Mesías' son sinónimos en griego y hebreo respectivamente. «Cristo» (xριστός, Christós) es la traducción al griego de la palabra hebrea «Mesías» (מָשִׁיחַ, Māšîaḥ), ambas con el mismo significado de «ungido». El Evangelio de Bernabé yerraría luego al referirse a Jesús como «Jesucristo» («Jesús-Cristo» - es decir  «Jesús-Mesías» en hebreo) al mismo tiempo sosteniendo contradictoriamente que 'Jesucristo confesó y hablo verdad diciendo: «Yo no soy el Mesías» (cap. 42), error fácil de cometer para quien desconoce el griego.
- En el Evangelio de Bernabé las citas del Antiguo Testamento se corresponden con las de la Vulgata Latina antes que con las de la traducción griega de la Septuaginta o del Texto masorético hebreo. La Vulgata Latina fue la versión más circulada de la Biblia en la Edad Media europea, siendo obra de San Jerónimo comenzada en el 382 d. C., siglos después de la muerte de Bernabé.
- El Evangelio dice que Adán y Eva comieron una manzana (c. 40). La Biblia no menciona la fruta del Árbol del conocimiento del bien y del mal (Génesis 2:9,17; 3:5). La asociación tradicional con la manzana surgió siglos después de la muerte de Bernabé en la Cristiandad europea, a partir de la traducción de la Biblia hebrea al latín, donde tanto 'manzana' como 'mal' se traducen como 'malum'.
- En el capítulo 54 dice: «Pues quien desee cambiar una pieza de oro deberá entregar sesenta monedas» (italiano minuti). En épocas del Nuevo Testamento, la única moneda de oro era el aureus, y valía aproximadamente 3200 de las monedas más pequeñas, que eran las de bronce llamadas leptón (traducido al latín como minuti). La moneda estándar de plata, el denarius equivalía a 128 lepta. La equivalencia de una pieza de oro a 60 unidades (relación 1:60) implicada en el Evangelio de Bernabé fue usual siglos después de la muerte del apóstol en la Edad Media tardía, donde se comenzó a interpretar el pasaje de los Evangelios canónicos (Marcos 12:42) a partir del entendimiento medieval del significado de minuti como 'sexagésima parte'
- El capítulo 91 nos dice que tres ejércitos judíos de 200.000 hombres cada uno se enfrentaron en Mizpa a causa del debate nacional sobre la naturaleza divina de Jesús, cada bando representando una opinión distinta - siendo pacificados por una delegación encabezada por Pilato, Herodes y el Sumo Sacerdote, cuya sugerencia de dirigirse al mismo Jesús para solicitarle aclare su doctrina logró la disuasión sobre las tropas que los discursos previos de Pilato y Herodes no habían conseguido. Más allá de la falta de registro histórico o mención en cronistas contemporáneos (como Josefo) sobre dicho amague de guerra civil en la Palestina del siglo I e implausible cumbre política entre Pilato, Herodes y el Sumo Sacerdote consultando a Jesús y difundiendo su veredicto, la mención de ejércitos judíos superando medio millón de soldados (600.000) no se corresponde a una época en que los historiadores consideran que la totalidad del ejército romano distribuido de extremo a extremo geográfico del imperio rondaba los 300.000 efectivos.[33]